# Inez Luanne Wilder
Inez Luanne Wilder (geboren als Inez Luanne Whipple am 19. Mai 1871 in Diamond Hill, Rhode Island; gestorben am 29. April 1929 in Northampton, Massachusetts) war eine amerikanische Zoologin.

## Leben und Wirken
Inez Luanne Whipple wurde 1871 in Diamond Hill (Rhode Island), Rhode Island, als Tochter von Eliab Daniel Whipple und dessen Frau Sarah, geborene Wheaton, geboren. Sie beendete ihre Schullaufbahn 1890 an der Rhode Island Normal School und wurde Lehrerin, bevor sie ihr Studium am Smith College in Massachusetts absolvierte. 1900 absolvierte sie ihren Bachelor in Philosophie an der Brown University in Providence und 1901 gehörte sie zu den ersten graduierten Studenten am Fachbereich Zoologie des Smith College. 1904 bekam sie den Master of Arts am Smith College. Am 26. Juli 1906 heiratete sie ihren ehemaligen Zoologieprofessor Harris Hawthorne Wilder. 1914 bekam Inez Wilder einen eigenen Lehrstuhl für Zoologie und arbeitete als volle Professorin am Smith College.
Inez Whipple veröffentlichte 1904 gemeinsam mit Wilder eine wissenschaftliche Arbeit mit dem Titel The Ventral Surface of the Mammalian Chiridium with special reference to the conditions found in man. In dieser Arbeit stellte sie heraus, dass die Oberfläche der Hände und Füße aller Säugetiere einschließlich des Menschen sich bis zu einem gewissen Grad übereinstimmend entwickeln und sich dann individuell unterscheiden. Mit der Arbeit beeinflusste sie zum einen die Betrachtung der Genetik der Gliedmassenenwicklung und legte zum anderen durch die erste systematische Beschreibung der Papillarleisten die Grundlage für das kriminalistische Identifizierungsverfahren von Personen durch Fingerabdrücke. 1913 schrieb sie das wissenschaftliche Fachbuch Laboratory Studies in Mammalian Anatomy, 1925 folgte Morphology of Animal Metamorphosis.
Inez Wilders starb 1929 in Northampton, Massachusetts, und wurde auf dem Bridge Street Cemetery in Northampton beerdigt.

## Dedikationsnamen

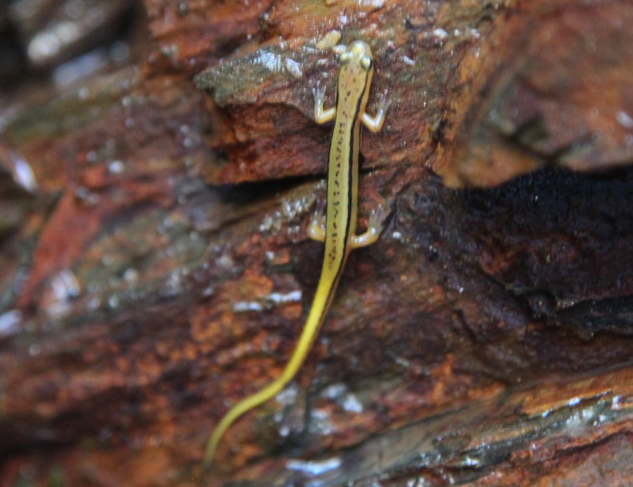
Der Gelbsalamender Eurycea wilderae ist nach Inez Wilder benannt.

Inez Wilders Name ist im Epitheton des zu den Gelbsalamandern gehörenden Eurycea wilderae enthalten und wurde somit durch Emmett Reid Dunn 1920 geehrt. Die Benennung der Kolan-Rötelmaus oder Inez-Rotrücken-Wühlmaus (Caryomys inez) als inez durch Oldfield Thomas 1909 wird in der Erstbeschreibung nicht weiter erklärt, es wird jedoch spekuliert wird, dass der Name ebenfalls Bezug auf Inez Luanne Wilder nimmt.